# 顺天府署
顺天府署，原位于北京市东城区鼓楼东大街北，是明朝及清朝顺天府的衙署。

## 历史
顺天府署原来南抵鼓楼东大街，北达分司厅胡同。顺天府署所在地是元朝大都路总管府及明清顺天府署。元朝大都路总管府起初无固定办公地。元朝定都北京，将金朝的大兴府改为大都路，“至元中大都路廨署无定制，至或假民家以庀事”（《王直重修顺天府记》）。元朝至大年间，监路平章政事莫吉奏请以42500缗钱购得该地，兴建公署，占地面积大约20亩。明朝初年，将大都路改为北平府，明朝永乐年间迁都北京后，将此地定为顺天府署。此后，“府尹宁阳王侯贤谂于众，改作焉，为正堂、后堂各五间，中堂三间，左为经历司，右为照磨所。前为大门，凡三重，各三间，六曹案牍之舍，库厩庖湢皆完。崇卑广狭，各中程度，总为屋五十八间。以正统十四年三月兴工，景泰三年七月落成”（《王直重修顺天府记》）。清朝入关后定都北京，仍以该地为顺天府署。
顺天府署是顺天府的衙署，“掌京府之政令，宣化和人，劝农问俗，均贡赋，节征徭，谨祭祀，阅实户口，纠治豪猾，赈卹穷困，清录罪囚”。例如在清朝乾隆年间，顺天府统管大兴县、宛平县二京县以及其他22个州县，府内设有东、西、南、北四路厅分别管辖各路州县。顺天府署设有礼、吏、户、刑、兵、工六房，以对应中央六部，此外顺天府还设有顺天府学。顺天府的主要工作是缉拿贼盗，掌管钱粮，监督学政，审判案件。顺天府为正三品衙门，比一般的府级别高三级；正三品衙门按旧制均使用铜印，唯有顺天府使用银印。
中华民国时期，顺天府署改为北平市立小学、幼稚园、东北中山中学以及河北省路局。抗日战争时期，日本占领北平，该地改为陆军司令部，成为审讯中国人的场所，周边房屋几乎全变为监狱。中华人民共和国成立后，该地先后为河北北京中学、北京市第一四四中学，后来改为北京教育学院东城分院。原有建筑多被拆除，或者被改建为楼房。现存的顺天府大堂在2011年被定为北京市文物保护单位。

## 建筑
《王直重修顺天府记》以及乾隆《京城全图》、光绪《顺天府志》中的顺天府署全图，显示了该建筑群的原有样貌。顺天府署坐北朝南，在南北中轴线两侧还分布有附属院落、廊庑及两厢建筑。中路主要建筑有：
- 大门：为第一重门，位于今东公街南口，临鼓楼东大街，是整个顺天府署的大门。[1]
- 公署：顺天府署中路的前半部分。
  - 仪门：为第二重门，位于大门稍往北，是顺天府署的公署部分的正门。此处现为北京教育学院东城分院的一座三层楼，下辟过街门道，前临西公街与东公街形成的横街。[1]
  - 正堂（大堂）：为顺天府署的公署部分主要建筑。《王直重修顺天府记》称“正堂、后堂各五间，中堂三间”。在北京教育学院东城分院添建楼房前，此处庭院宽阔，有正面的影壁和一株三人合抱粗细的古柏。现在唯一可见的古建筑，是一座面阔五间的顺天府大堂（即《王直重修顺天府记》中所记的正堂）。大堂面阔26米（约合八丈一尺多），进深14米（约合四丈四尺），前后出廊，悬山顶，两端以五花山墙封护。如今的屋顶以瓦系筒板瓦，过垄脊，未设正脊。清朝时，该堂为提审犯人之所，堂内上方悬挂“肃清畿甸”匾额，内有雍正帝训词：“畿甸，首善之区，必政肃风清，乃可使四方观化。非刚正廉明者，曷克胜任！”大堂瓦顶及椽望经过多次修缮，室内的梁架上留有旋子彩画。该大堂后来被改建为礼堂，前后廊被推出，东西都被改建或者添建，后檐门窗改为砖砌拱券式，前檐建槛墙和门窗，原来的形制无法考证。[1]大堂后面有一空院落，原来有三通古石碑，其中立于元朝皇庆二年（1313年）刘赓书写的《敕建大都路总治碑》已在中华民国时期运到天津，现存天津博物馆，另一通石碑是记录明朝万历二十五年（1597年）大堂灾后次年重修事碑，在大堂后院施工改建时被迁到东城区文物局保管。[2]
  - 半地下建筑：大堂后面，除可能曾存的其他堂座以外，还有两座半地下建筑，其遗址或许尚存。一座被称作“水牢”，基址大约一丈见方，室内地面在地表以下约1.4米，铁栅窗靠近地面，门上绘有兽面，攒尖顶，翼角悬铃。该建筑旧曾是仓库，室内墙上有一自然形成的分界线，线下渗出水珠，线上干爽。另一座建筑位于“水牢”以东，间距1米多，已被翻建成平房，地基尚有残存，也要下三步台阶到达室内，旧时可能也作牢房。[1]
- 横街：大堂院和二堂院之间有一条横街，两个院各自独立出入。[2]
- 内宅：顺天府署中路的后半部分。
  - 宅门：为第三重门，位于横街以北。是顺天府署的内宅部分的正门。宅门前设有照壁，宅门前东西设有辕门。[2]
  - 中堂（二堂）：位于宅门以北，面阔三间，为内宅前厅，左右有东、西花厅。[2]
  - 后堂：位于中堂以北，为内宅上房，面阔五间。[2]
  - 房：后堂后面又有正房五间。[2]
  - 扇面厅：最后是扇面厅，可能是燕息之所。[2]

东路、西路建筑：
第二、三重门之间，是“六曹案牍之舍，库厩庖湢”。西侧有包公祠、把总司厅、照磨署、代书处；东侧有五圣祠、候审所、粮厅、科神庙；再往东有各科办事处所及附属房屋。
其他：如今北京教育学院东城分院院内还可见小石亭的顶盖以及旧石碑的残块。